# 五里牌 (苗栗縣)
五里牌，又稱五福，是臺灣苗栗縣通霄鎮的一個傳統地域名稱，位於該鎮西南部。相較於今日行政區，其範圍大致包括五北里、五南里。

## 歷史
台灣清治末期至日治初期，五里牌地區為一街庄，稱為「五里牌庄」，隸屬於苗栗二堡。該庄西北臨海，東北與南勢庄、梅樹腳庄，東南與大坪頂庄為鄰，西南邊為苑裡坑庄、瓦磘庄、苑裡庄。
1901年（日治明治三十四年）11月，該庄隸屬於苗栗廳。1909年（明治四十二年）10月，改隸屬於新竹廳。1920年（大正九年），該庄改制為「五里牌」大字，隸屬於新竹州苗栗郡通霄庄，大字下有「五里牌」、「隘口寮」、「番子寮」、「羊寮」小字名
戰後通霄庄改制為通霄鄉，隸屬於苗栗縣，大字亦改制為村。1948年，通霄鄉改制為通霄鎮，村亦改制為里。由於人口增加，本地區已拆分為兩個里。

## 交通
台鐵海線大致以北北東—南南西走向蜿蜒經過五里牌地區西北部，境內並未設站。北側最近的是通霄車站，南側最近的是苑裡車站，兩站皆屬三等站，但除少數自強號班次未停靠外，其餘各級列車均有停靠，整體業務量均超出三等站的評估標準。
國道3號又稱「福爾摩沙高速公路」，是貫穿台灣西部的兩條縱向高速公路之一，大致以圓心在東南的弧形經過本地區中部偏東地帶。境內未設交流道，北邊較近的是縣道128號交會口的通霄交流道，南邊較近的是縣道140號交會口的苑裡交流道，由此等進入可快速前往台灣西部各地。
省道台1線（中山路）又稱「縱貫公路」，是臺北至屏東楓港的平面幹道，大致與鐵路同方向而位於其東南側不遠處，向北可前往通霄市區、後龍、頭份、新竹等地，向南可前往苑裡、大甲、清水、彰化等地。
省道台61線又稱「西部濱海快速公路」，是新北八里至臺南安南的快速公路，大致與鐵路同方向而位於其西北側不遠處，可快速前往台灣西部海岸各地。

## 學校
- 賢德工商
- 五福國小

## 廟宇
- 慈雲寺（舊稱五里牌觀音亭）